# Grenspaal 171
Grenspaal 171 is een grenspaal en rijksmonument uit 1766 die dienst heeft gedaan als grensmarkering tussen Münster en Gelre. Aan de Nederlandse zijde staat het wapen van Gelre, aan de Duitse zijde het wapen van Münster.

## Geschiedenis

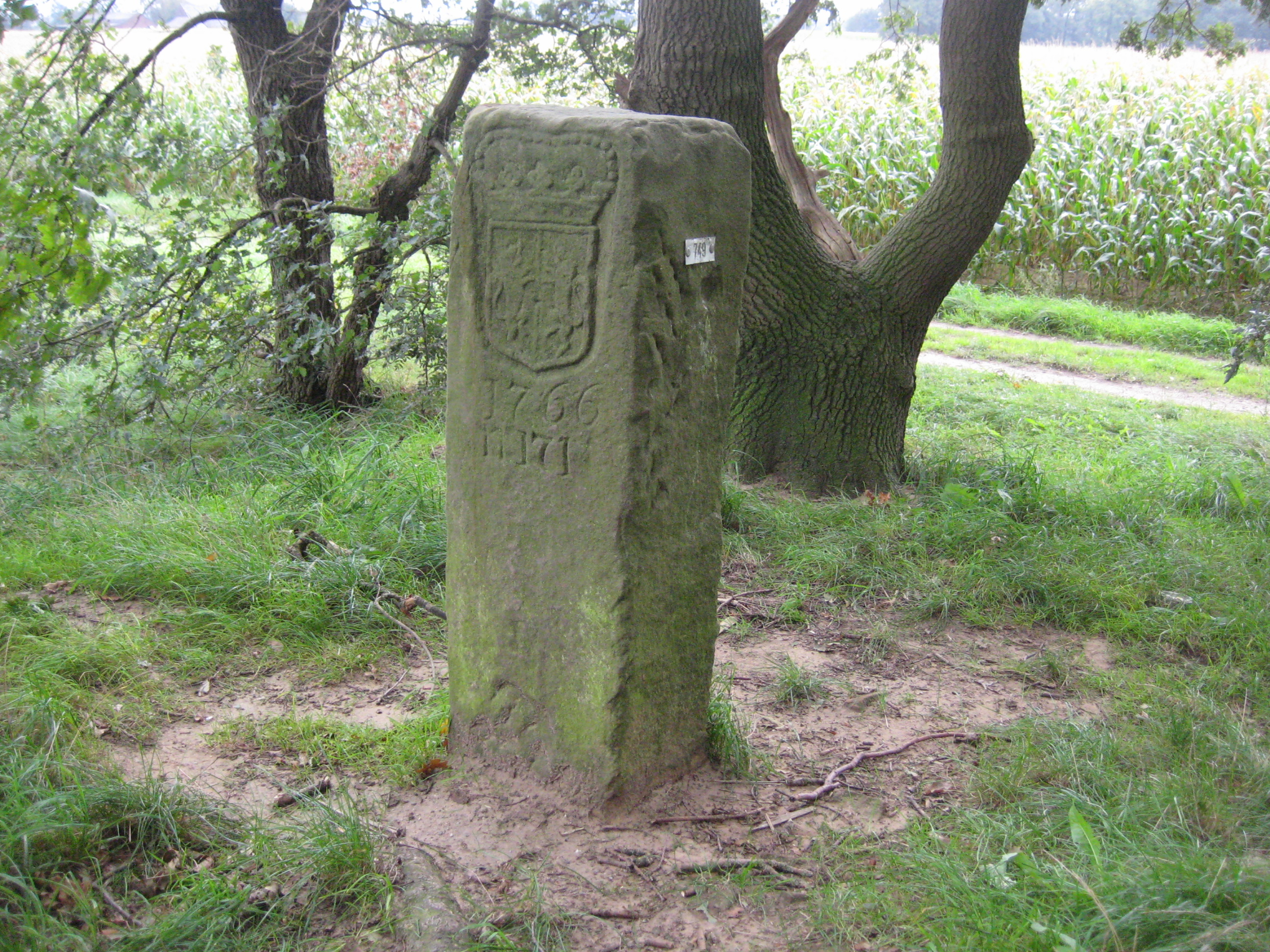
Grenspaal 171.

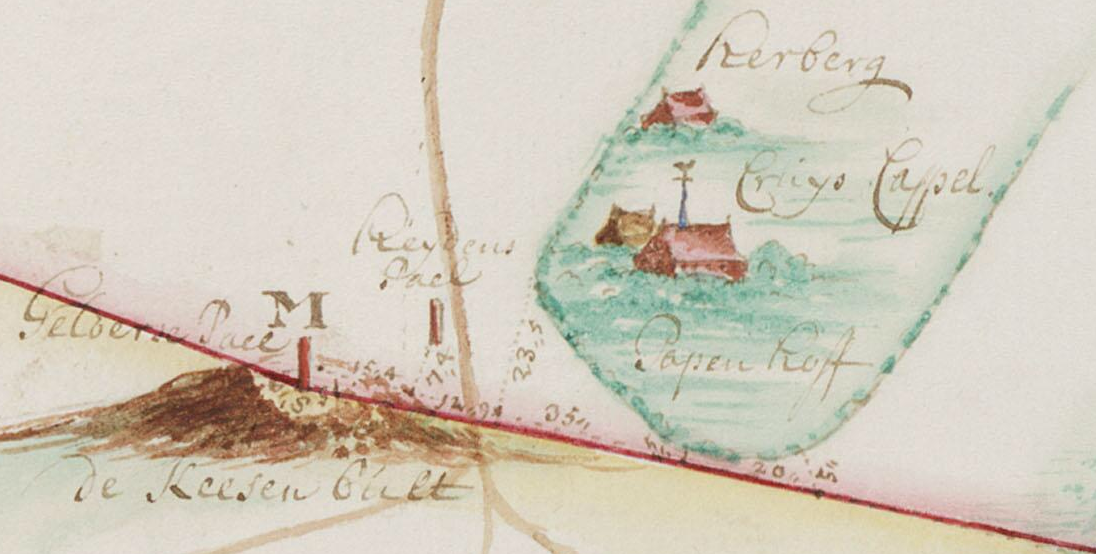
Op een kaartje van Van den Heuvel wordt de paal als "Gelderse Paal" vermeld.

Na het einde van de Tachtigjarige Oorlog werd in het gebied van de heerlijkheid Bredevoort in 1597 de reformatie ingevoerd. Daardoor was een scherpe tweedeling ontstaan met het gebied van Münster, dat katholiek bleef. Langs de "grens" verschenen dan ook een keten van vluchtkerken zoals bijvoorbeeld de Kruiskapel in Hemden. Mogelijk kent men sinds die tijd ook grensconflicten.
In 1655 kwam een relatief einde aan de grenskwesties tussen Münsterland en Gelre betreffende de heerlijkheid Bredevoort nadat landmeters tientallen kaarten hadden gemaakt van de grens. Er werd dat jaar een verdrag over getekend. Een jaar later in 1656 werd een tweede verdrag gesloten over de ligging van de grens tussen Vreden en Winterswijk. In 1667 inspecteerde een speciale commissie uit Arnhem de grens tussen de Heerlijkheid Bredevoort en het Münsterland. Het zou bijna een eeuw duren tot 1765 voordat het grensgeschil definitief bijgelegd wordt. In 1765 blijkt uit een missive van het Hof van Gelre en haar Rekenkamer dat met de conferentie van gecommitteerden uit het stift Münster een ontwerp-conventie inzake de grensscheiding tussen Gelre en Münster werd bereikt, in het bijzonder betreffende de heerlijkheid Bredevoort. Het Hof en de Rekenkamer zonden een kopie van deze ontwerp-conventie aan de domeinraden van prins Willem V als heer van Bredevoort. Tijdens een conferentie in Burlo werd op 19 oktober 1765 de grens definitief vastgesteld tussen Aalten, Dinxperlo en Winterswijk enerzijds en Münster anderzijds. In het jaar 1766 werden tussen Gelre en Münster 186 stenen grenspalen geplaatst. Nummer 1 bij Rekken dan naar het zuiden het laatste nummer 186 bij de Rietstapperbrug te Dinxperlo. Bij deze brug bleek overigens nog dat jaar een geschil met Münster inzake de heffing van tol- en bruggeld. Nog in 1847 blijken er nog steeds houten grenspalen te staan, in dat jaar werd besloten om de nog deze te vervangen door stenen exemplaren. De stenen palen zijn in onbruik geraakt en verdwenen, grenspaal 171 is de enige overgebleven paal op Aaltens grondgebied. In 1967 werd de paal rijksmonument.